# Phoenix Country Club
De Phoenix Country Club is een countryclub in de Verenigde Staten. Het club werd opgericht in 1901, dat een 18-holes golfbaan heeft met een par van 71 en het club bevindt zich in Phoenix, Arizona.
Naast een golfbaan, biedt het club ook zes tennisbanen, een fitnesscentrum, twee openluchtzwembaden en een kinderspeeltuin aan.

## Golfbaan
De golfbaan werd gebouwd in 1901 en werd ontworpen door de golfbaanarchitecten Tom Lehman, John Fought en Harry J. Collis.
Voor het golftoernooi voor de heren is de lengte van de baan 6184 m met een par van 71. De course rating is 72,4 en de slope rating is 129.

## Golftoernooien
- Phoenix Open: 1932, 1933, 1935, 1939, 1940, 1944-1954, 1956, 1958, 1960, 1962, 1964, 1966, 1968, 1970, 1972 & 1974-1986